# Nicaragua
Nicaragua (spaniolă República de Nicaragua, IPA [re'puβlika ðe nika'raɰwa]) este o republică din America Centrală. Cu toate că este cea mai mare țară din regiune, are cea mai mică densitate de locuitori. Nicaragua se învecinează la nord cu Honduras, lungimea graniței fiind de 922 km, iar la sud cu Costa Rica, pe o lungime de 309 km. Coasta vestică este la Oceanul Pacific, iar la est se află Marea Caraibilor. Lungimea totală a țărmului este de 910 km.
Numele țării este un derivat al numelui Nicarao, numele dat de tribul de origine Nahuatl, locuitori ai malurilor Lago de Nicaragua înainte de cucerirea Americilor de către spanioli, și al cuvântului spaniol Agua, care înseamnă apă, datorită multitudinii de lacuri din regiune.

## Istorie

### Epoca precolumbiană
Dovezi arheologice arată că teritoriul de azi al statului Nicaragua a fost locuit încă din 12.000 Î.Hr.. Ulterior, au emigrat aici indieni ce făceau parte din culturile mezoamericane și andine. Estul Nicaragua a fost populat de grupuri etnice vorbitoare de limbi Macro-Chibchan. Aceștia din urmă trăiau din vânat și cules, dezvoltând ulterior agricultura (acești indieni sunt singurii care încă mai există în Nicaragua). Prin secolul IX d.Hr. își fac apariția popoarele vorbitoare de limba Mangue (în special Chorotegas) și, ulterior, mayașii.

### Epoca colonială
Cristofor Columb a fost primul care să fi observat ceea ce azi numim Nicaragua în anul 1502. Columb nu a zărit nicio populație indigenă, iar spaniolii se vor întoarce acolo abia două decenii mai târziu.

Primul spaniol care a ajuns în Nicaragua a fost celebrul González Dávila, același explorator care a descoperit, la începutul anului 1520, ceea ce astăzi numim Panama. În 1522, la exact 20 de ani după observația lui Columb, Gonzalez ajunge în Nicaragua, unde întâlnește un trib indigen Nahua, condus de Macuilmiquiztli, pe care-l identifică eronat drept "Nicarao" (de unde și numele Nicaragua"). Gonzalez avea cu el doi indigeni, vorbitori de spaniolă, cu ajutorul cărora a putut discuta cu Macuilmiquiztli. Apoi spaniolii au găsit aur și, pe cale pașnică, a convertit tribul lui Macuilmiquiztli la creștinism. La doi ani distanță de la expediția lui Gonzalez, Francisco Hernández de Córdoba  a întemeiat primele orașe din Nicaragua: Granada și León. În 1527, Leon a devenit capitala coloniei spaniole din Nicaragua.
Fără femei spaniole în compania lor, conquistadorii spanioli au început să-și aleagă soțiile din rândul populației amerindiene. Astfel a luat naștere o cultură mixtă, atât de prezentă azi în Nicaragua. Din păcate, bolile europene aduse de spanioli au ucis mare parte din populația indigenă. Pe lângă asta, mulți indieni au fost evacuați între 1526 și 1540 în zone ca Panama și Peru, pentru a putea servi ca sclavi.
În timpul Revoluției Americane a fost la mijlocul unui conflict între Regatul Unit al Marii Britanii și al Irlandei de Nord și Spania.

### Nicaragua independentă
După ce Declarația de independență a Americii Centrale a fost adoptată pe 15 septembrie 1821, Nicaragua a devenit parte a Primului Imperiu Mexican. După ce monarhia mexicană a fost abolită, Nicaragua a intrat în Republica Federală a Americii Centrale. În 1838, Nicaragua a devenit o republică independentă.
Conflictul dintre elita liberalilor din Leon și cea a conservatorilor din capitala Granada au degenerat adesea într-un război civil. După ce goana după aur a început în Statele Unite ale Americii în anul 1848, guvernul nicaraguan a oferit o rută călătorilor care plecau pe mare din estul SUA spre vest, prin râul San Juan și lacul Nicaragua.
În 1855, aventurierul american William Walker a ajuns în Nicaragua, frământată de un nou război civil. Cu ajutorul unei armate compuse din 57 de mercenari, Walker a învins Armata Națională la 1 septembrie. El l-a numit ca președinte marionetă pe Patricio Rivas, pe care l-a și demis din funcția de președinte de la 24 iunie 1856, urmând ca Walker (membru al Partidului Liberal) să ocupe funcția de președinte începând cu 12 iulie. La data de 1 mai 1857, Walker - aflat în război cu Honduras, Costa Rica, El Salvador și Guatemala, sprijinite de SUA - s-a predat și a fost repatriat în New York. 
Jose Santos Zelaya, președintele Nicaragua din 1893 până în 1909, a negociat cu integrarea Coastei de țânțari (până în 1859 parte a statului Honduras), la acel moment o regiune autonomă, în cadrul statului Nicaragua. În onoarea lui, regiunea a fost numită Departamentul Zelaya.

### Nicaragua ocupată de Statele Unite
Statele Unite ale Americii au susținut revoluția conservatorilor împotriva președintelui Zelaya din 1909. La 18 noiembrie 1909, nave ale US Navy a debarcat în Nicaragua după ce 500 de revoluționari - printre care și doi cetățeni americani - au fost împușcați din ordinele lui Zelaya. Președintele Zelaya a demisionat puțin timp mai târziu. 
În august 1912, președintele nicaraguan, Adolfo Diaz, i-a cerut Ministrului de Război, Luis Mena, să demisioneze de teama unei insurecții. Mena a fugit din Managua - capitala Nicaragua - împreună cu fratele său, șeful Poliției. Asta, precum și un incident cu două vase aparținând unei companii americane ce au fost capturate de trupele nicaraguane, a determinat SUA să ocupe Nicaragua.
În anul 1926, Marina Americană a evacuat Nicaragua. Liberalii și conservatorii au început iar să se certe, ceea ce a determinat americanii să revină în America Centrală.
Din 1927 până în 1933, generalul comunist Augusto César Sandino a condus un război de gherilă împotriva americanilor. Când, în sfârșit, americanii au plecat în 1933, Juan Bautista Sacasa  a fost investit în calitate de președinte al Nicaragua. Sandino a fost asasinat în noaptea de 21 septembrie 1934 de către forțele generalului Anastasio Somoza Garcia, care a preluat puterea doi ani mai târziu printr-o lovitură de stat. 

### Dinastia Somoza
Probabil cea mai lungă dictatură din America Centrală, dictatura dinastiei Somoza, reprezentată întâi de Anastasio Somoza Garcia (1937-1947, 1950-1956), apoi de fiul său, Luis Somoza Debayle (1956-1963) și, în final, de fratele lui Luis, Anastasio Somoza Debayle (1967-1972, 1974-1979), a fost cea mai lungă dintre toate.
Generalul Anastasio Somoza Garcia a devenit președintele Republicii Nicaragua de la 1 ianuarie 1937, după niște alegeri trucate, ca urmare a demiterii din funcție a fostului președinte, Juan Bautista Sacasa. 
La data de 8 decembrie 1941, la doar 1 zi după Atacul de la Pearl Harbor, regimul lui Somoza a declarat război Japoniei. Au urmat Germania și Italia pe 11 decembrie și Ungaria, România și Bulgaria pe 19 decembrie. Niciun soldat nu a fost trimis pe front, dar Garcia a profitat de situație pentru a putea confisca proprietățile germanilor domiciliați în Nicaragua.
ncă de când a preluat puterea în ziua de Anoul Nou a anului 1937, Somoza a suspendat Constituția, monopolizând toată puterea asupra sa. În 1947, la insistențele Statelor Unite, Somoza nu s-a implicat în alegerile prezidențiale. A fost ales ca președinte un medic bătrân, Leonardo Argüello. Somoza spera să-l poată manipul pe Argüello și, astfel, să-și mențină puterea. Totuși, când a văzut că bătrânul medic nu vrea să-l asculte, Somoza a orchestrat o lovitură de stat care l-a înlăturat și exilat pe Argüello la doar 26 de zile de la începerea mandatului. S-au ținut iar alegeri iar ca președinte nou a fost ales Victor Manuel Román y Reyes. Reyes a fost fan al filosofiei bazate pe militarizare, filosofie creată de președintele Zelaya și bazată pe idelurile Kaiser-ului Wilhelm al II-lea al Germaniei. Reyes a murit în 1950, iar s-au organizat alegeri iar Somoza a câștigat din nou. În final, Somoza a fost asasinat la 29 septembrie 1956, la vârsta de 60 de ani, dar cei doi fii ai săi au guvernat țara următorii 23 de ani. 

## Geografie
Litoralul mlăștinos din estul țării este aproape nelocuit. Majoritatea locuitorilor trăiesc în zona marilor lacuri Nicaragua și Managua. Lacul cel mai mare, Nicaragua, a fost cândva parte a oceanului, de care a fost separat din cauza activității vulcanice care a determinat apariția lanțului muntos din vestul țării (Condillera Maribios și Condillera Chontelena). Cu timpul, bazinul a devenit un lac cu apă dulce, ceea ce a dus la transformări ale faunei. În prezent, aici trăiește unica specie de rechini de apă dulce din lume.

## Economie

PIBUL Per Capita din Nicaragua, între ani 1920 și 2018

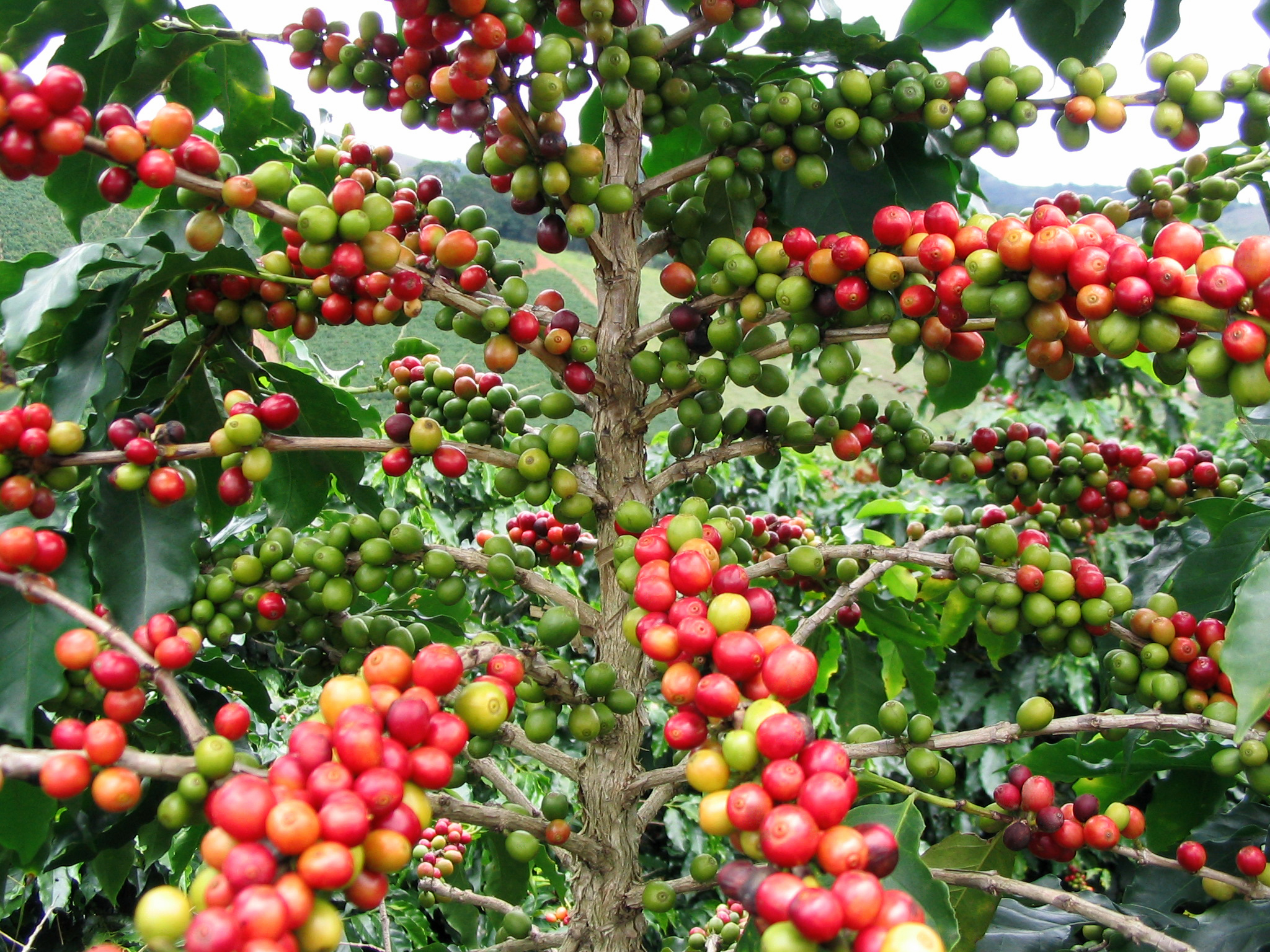
Cafeaua; una dintre principalele exporturi ale statului, exportat global. Starbucks și Nestle cumpără cafea din Nicaragua

Nicaragua este una dintre cele mai sărace țări din America, doar în fața statului Haiti în ce privește PIBUL Per Cap de locuitor.
Nicaragua are un PIB în Paritatea puterii de cumpărare (PPP) de $56,7 miliarde de dolari. Agricultura reprezintă 15,5% din PIB-ul său, cel mai ridicat procent din America Centrală. 15% din PIB vine de la Remitențe, aproape $1 miliard de dolari vin de la nicaraguanii, care trăiesc în diaspora.
În 2011, statul a raportat o creștere a Pibului de 4% anual, în 2019, a raportat o creștere negativă de -3,9%, din cauza unui conflict civil și a taxelor restricționate. 
Măsurile fiscale restrictive puse în aplicare în 2019 și o criză politică a securității sociale au afectat negativ cheltuielile publice slabe ale țării și încrederea investitorilor în datoria suverană. În 2020, din cauza epidemiei de COVID-19, creșterea PIB-ului a scăzut la -1,8%. În următorii 3 ani, a crescut din nou la o medie de 9,35%.
Conform Programului Națiunilor Unite pentru Dezvoltare, 48% din populația statului trăiește sub pragul sărăciei, 79,9% din populație trăiește cu mai puțin de 2 dolari pe zi și, conform cifrelor ONU, 80% dintre indigenii (care reprezintă 5% din populație) trăiesc cu mai puțin de 1 dolari pe zi.
Nicaragua este o țară agricolă; 28% din forța sa de muncă este angajată în agricultură și 60% din totalul exporturilor sale, care generează anual aproximativ 300 de milioane USD. Aproape două treimi din recolta de cafea provine din partea de nord a zonelor muntoase centrale, în zona de nord și de est a orașului Estelí. Tutunul, cultivat în aceeași regiune nordică de munți ca și cafeaua, a devenit o cultură comercială din ce în ce mai importantă începând cu anii 1990, cu exporturi anuale de frunze și trabucuri în apropiere de 200 de milioane de dolari pe an. Eroziunea solului și poluarea din cauza utilizării intense a pesticidelor au devenit preocupări serioase în industria bumbacului. Randamentele și exporturile au fost ambele în scădere din 1985. Astăzi, majoritatea bananelor din Nicaragua sunt cultivate în partea de nord-vest a țării, lângă portul Corinto; Trestia de zahăr se cultivă și în același district. Manioc, o cultură rădăcinoasă, oarecum asemănătoare cu cartoful, este un aliment important în regiunile tropicale. Manioc este, de asemenea, ingredientul principal în budinca de tapioca. Sectorul agricol din Nicaragua a beneficiat din cauza legăturilor puternice ale țării cu Venezuela. Se estimează că Venezuela va importa aproximativ 200 de milioane USD în produse agricole. În anii 1990, guvernul a inițiat eforturi de diversificare a agriculturii. Unele dintre noile culturi orientate spre export au fost arahide, susan, pepeni și ceapa.

### Turism

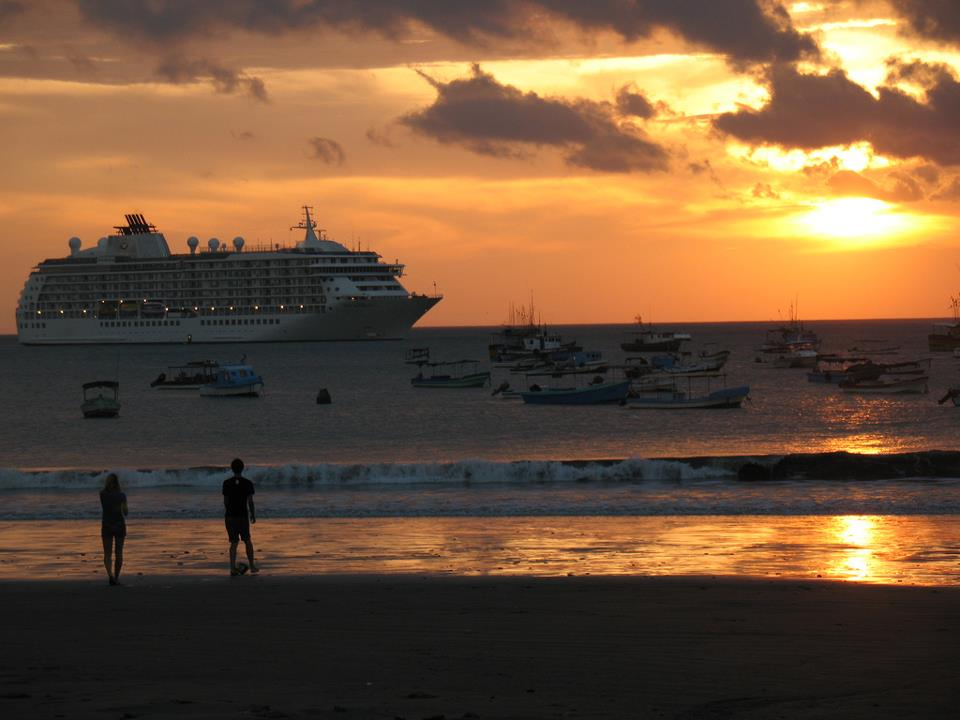
Croazieră, staționată la plaja de la San Juan Del Sur; în sudul țării

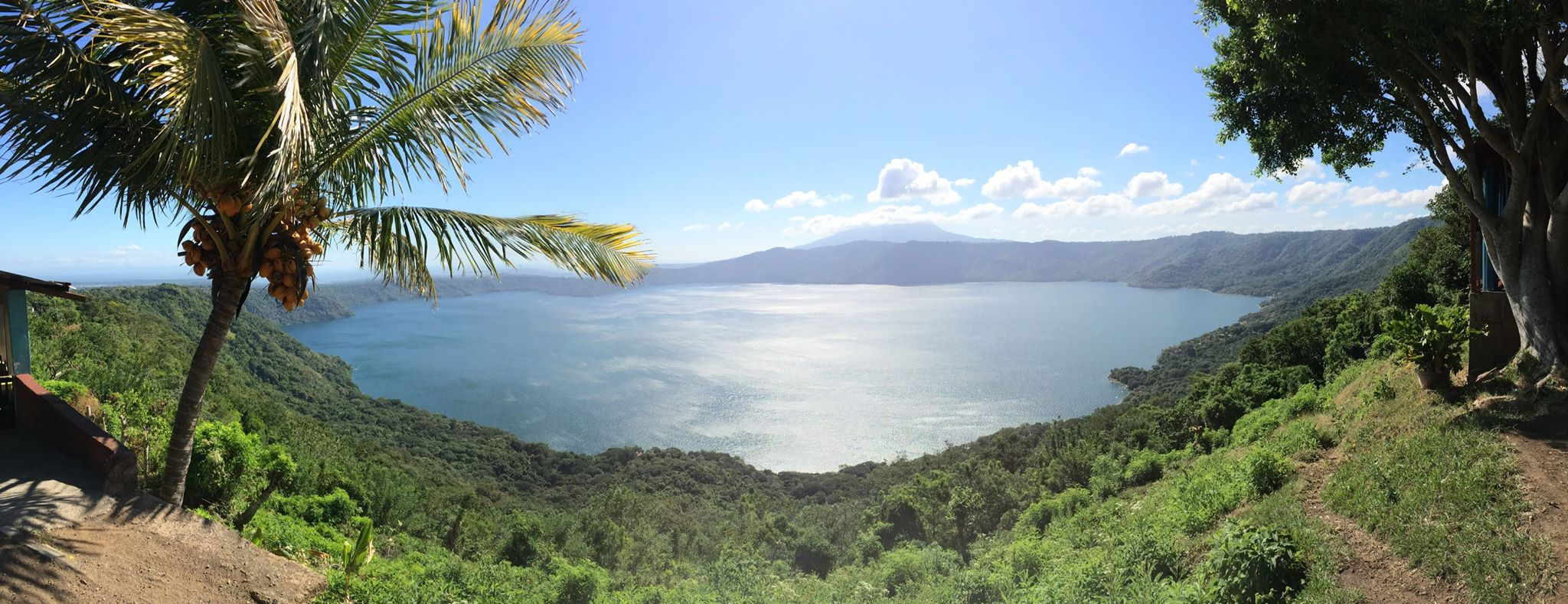
Rezerva naturală al lagunului Apoyo

Până în 2006, turismul a devenit a doua cea mai mare industrie din Nicaragua. Anterior, turismul a crescut cu aproximativ 70% la nivel național pe o perioadă de 7 ani, cu rate de 10%-16% anual. Creșterea a dus la creșterea veniturilor din turism, cu peste 300% pe o perioadă de 10 ani. Creșterea turismului a afectat pozitiv, de asemenea, industriile agricole, comerciale și financiare, precum și industria construcțiilor. Președintele Daniel Ortega și-a declarat intenția de a folosi turismul pentru a combate sărăcia în întreaga țară. Rezultatele pentru economia, condusă de turism din Nicaragua au fost semnificative, națiunea primind un milion de turiști într-un an calendaristic pentru prima dată în istoria sa în 2010.

## Orașe
- Bluefields
- Boaco
- Camoapa
- Chichigalpa
- Ciudad Dar
- Ciudad Sandino
- Condega
- Corinto
- Diriamba
- Diriomo
- El Crucero
- El Rama
- El Sauce
- El Viejo
- Estel
- Jinotega
- Jinotepe
- Juigalpa
- La Paz Centro
- Managua
- Masatepe
- Masaya
- Matagalpa
- Mateare
- Matigu
- Nagarote
- Nandaime
- Nueva Guinea
- Ocotal
- Puerto Cabezas
- Quilal
- Rivas
- Ro Blanco
- San Rafael del Sur
- Sbaco
- Siuna
- Somotillo
- Somoto
- Ticuantepe
- Tipitaga

## Organizare administrativă
Nicaragua este o republică unitară. Republica Nicaragua este divizată în 15 departamente (departamentos) și 2 regiuni autonome (regiones autónomas) bazate pe modelul spaniol. Departamentele sunt la rândul lor divizate în 153 de municipii. Cele două regiuni autonome sunt Regiunea Autonomă Atlanticul de Nord (Región Autónoma Atlántico Norte) și Regiunea Autonomă Atlanticul de Sud (Región Autónoma Atlántico Sur) formau un singur departament, Departamentul Zelaya, până în 1985 când au primit statutul de regiune autonomă.
|   | Department | Capital city |
| 1 | Boaco      | Boaco        |
| 2 | Carazo     | Jinotepe     |
| 3 | Chinandega | Chinandega   |
| 4 | Chontales  | Juigalpa     |
| 5 | Estelí     | Estelí       |
| 6 | Granada    | Granada      |
| 7 | Jinotega   | Jinotega     |
| 8 | Leon       | Leon         |
| 9 | Madriz     | Somoto       |

|    | Department                          | Capital city |
| 10 | Managua                             | Managua      |
| 11 | Masaya                              | Masaya       |
| 12 | Matagalpa                           | Matagalpa    |
| 13 | Nueva Segovia                       | Ocotal       |
| 14 | Rivas                               | Rivas        |
| 15 | Río San Juan                        | San Carlos   |
| 16 | Región Autónoma del Atlántico Norte | Bilwi        |
| 17 | Región Autónoma del Atlántico Sur   | Bluefields   |

## Patrimoniu
Între 2000-2011 pe lista patrimoniului mondial UNESCO au fost incluse 2 obiective culturale sau naturale din Nicaragua.